# Preußenpark

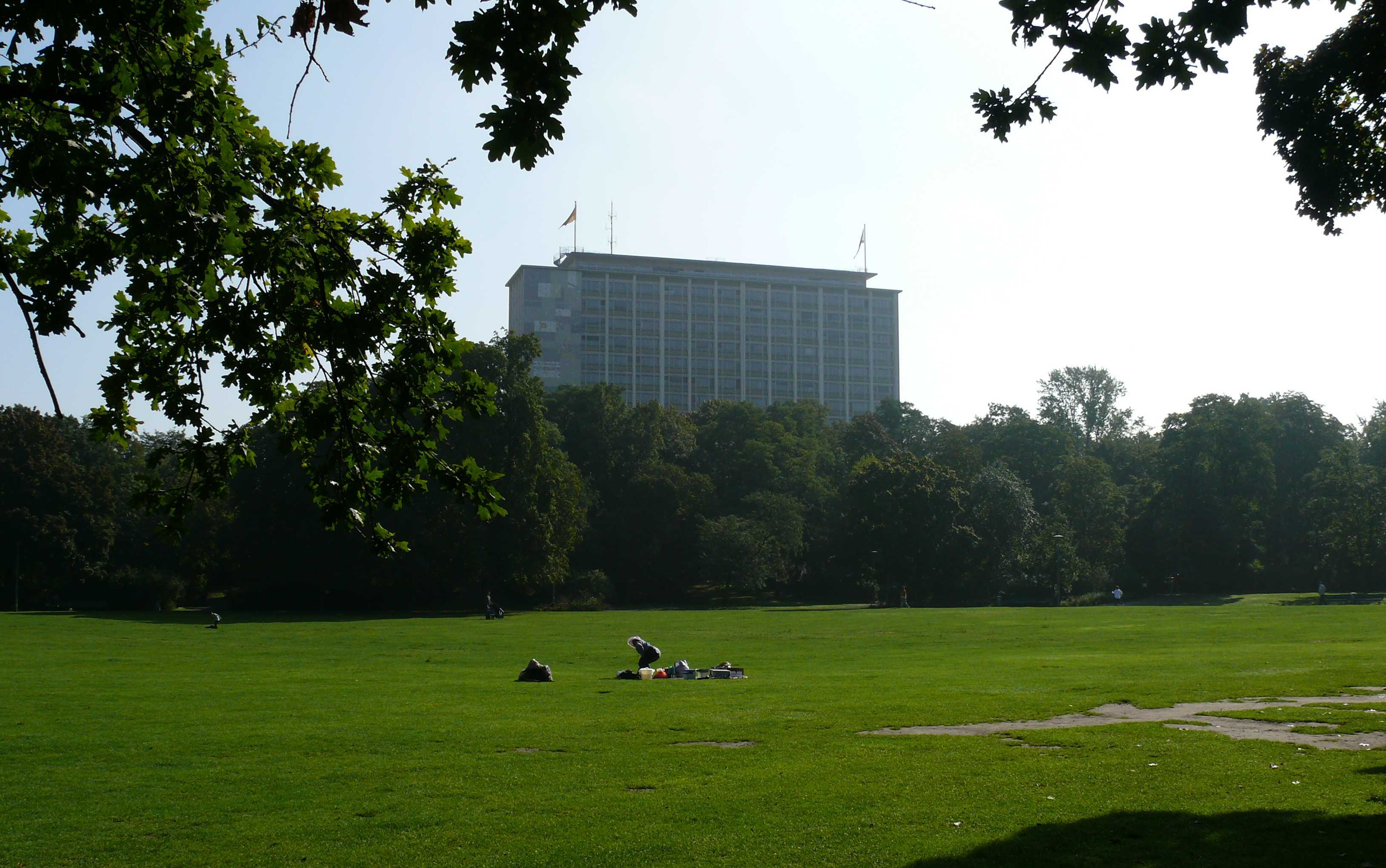
Preußenpark, im Hintergrund das Hochhaus der Senatsverwaltung für Stadtentwicklung, Bauen und Wohnen in der Württembergischen Straße, 2010

Der Preußenpark ist eine Parkanlage im Berliner Ortsteil Wilmersdorf, der zum Bezirk Charlottenburg-Wilmersdorf gehört. Mit einer Größe von 55.000 m² gehört die Parkanlage zu den kleineren Parks in Berlin. Nördlich des Fehrbelliner Platzes erstreckt sich der Preußenpark zwischen der Brandenburgischen und der Württembergischen Straße bis zur Pommerschen Straße.

## Geschichte

Gartenplan von Richard Thieme für den Platz „D.“, den späteren Preußenpark

Der Park wurde nach Entwürfen des Gartenarchitekten Richard Thieme 1904 als Platz D angelegt. Damals umfasste der Platz nur den nordwestlichen Bereich des heutigen Parks. Die Größe betrug 17.000 m². Im südlichen Bereich war zwischen Brandenburgischer und Württembergischer Straße der Neubau des Wilmersdorfer Rathauses vorgesehen. Um 1910 wurde nach Entwürfen des Architekten Otto Herrnring am Westrand des Parks an der Brandenburgischen Straße ein Toilettenhaus errichtet, das sich erhalten hat und nun unter Denkmalschutz steht. Nach Aufgabe der Rathausplanungen nördlich des Fehrbelliner Platzes wurde die Fläche in den Park integriert. Die Planung hierfür erfolgte in den Jahren 1920 bis 1925 wiederum durch Richard Thieme. An das heute noch vorhandene Oval der großen Liegewiese schloss sich eine breite Achse nach Süden an, die zentral auf den Fehrbelliner Platz führte. Dieser war zwischen Hohenzollerndamm und Preußenpark als Schmuckplatz ausgeführt.
In der zweiten Hälfte der 1930er Jahre erfolgte eine weitere Vergrößerung und Umgestaltung der Parkanlage. Die Fläche östlich der Bayerischen Straße wurde in die Parkanlage integriert und die Bayerische Straße südlich der Pommerschen Straße aufgehoben. Die Eröffnung des neuen Parkteils erfolgte am 4. Juni 1938. Annähernd 5000 Sträucher wurden auf dieser Fläche gepflanzt. Zuständig für die Planung war als bezirklicher Gartendirektor wieder Richard Thieme. Der Bereich südlich des Ovals wurde umgestaltet. Die Hauptachse verschwand und wurde durch geschwungene Wege ersetzt. Der Schmuckplatz auf dem Fehrbelliner Platz wurde zu einer Aufmarschfläche eingeebnet. Im Park gab es jetzt unterschiedliche Bänke für arische und (in gelber Farbe) für nichtarische Besucher. Ebenso gab es getrennte Spielplätze für die Kinder.
Nach dem Zweiten Weltkrieg wurde 1949 in der nordöstlichen Ecke des Parks ein Hügel aufgeschüttet und der Aufmarschplatz wurde zu einem Parkplatz. 1959 entstand wiederum im Nordosten ein neuer Kinderspielplatz.
Am südlichen Rand des Rondells der Liegewiese befindet sich einer von vier Geodätischen Referenzpunkten in Berlin.

## Skulpturen

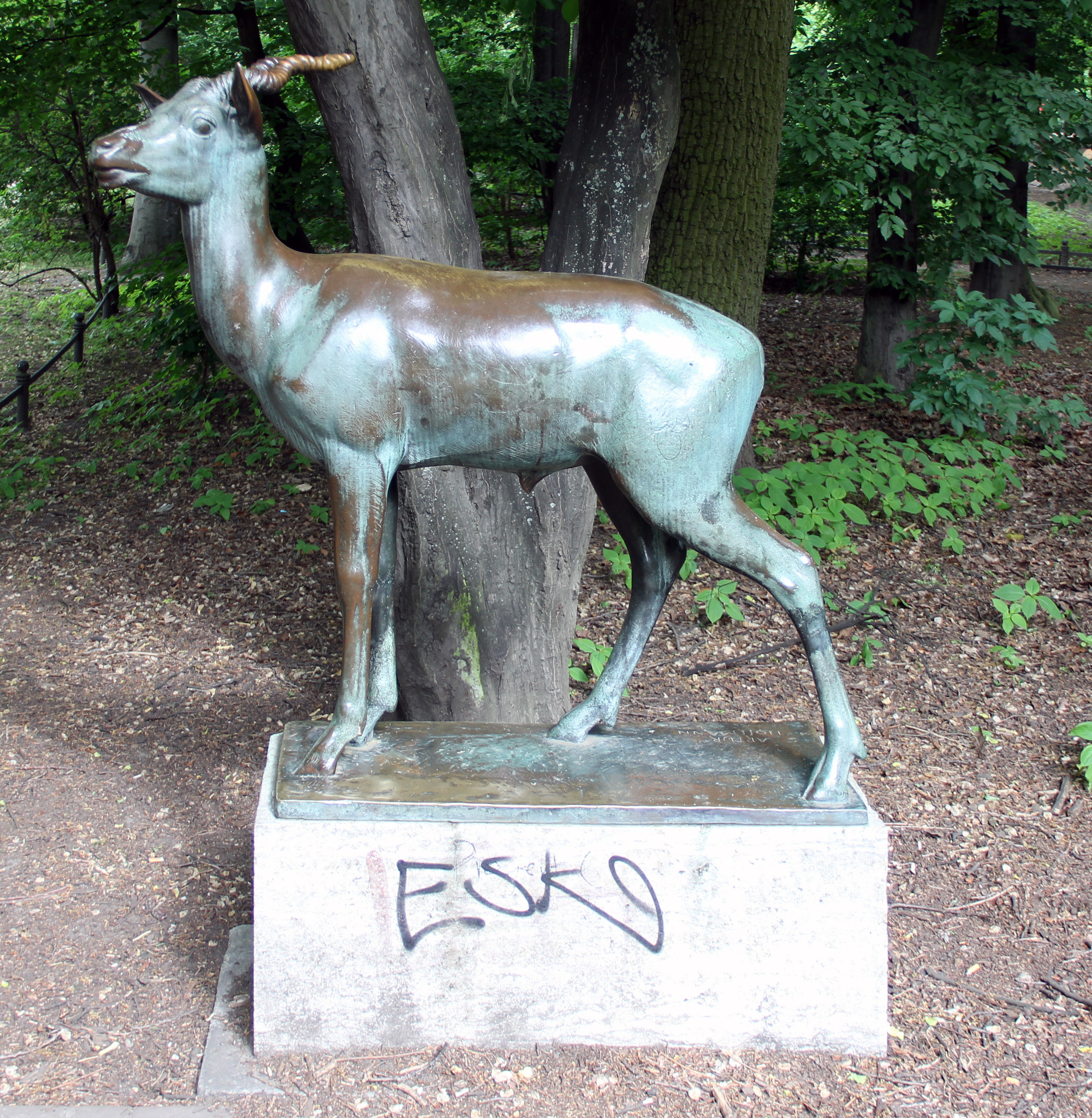
Antilope von Artur Hoffmann

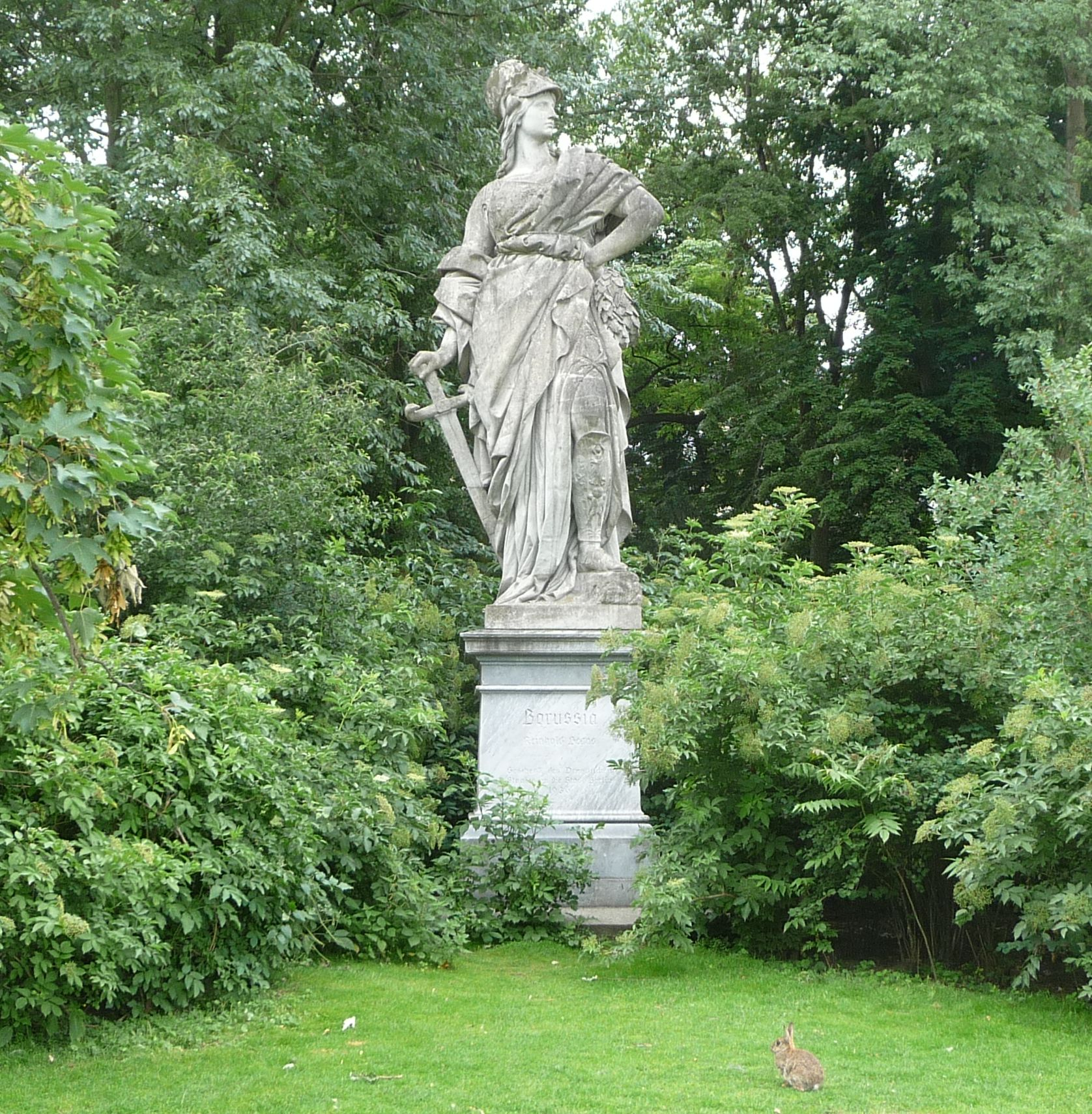
Statue der namengebenden Borussia

Im Preußenpark befinden sich mehrere Werke der Bildhauerei.

### Antilope
Im Jahr 1926 ließ die Berliner Straßenbahn-Betriebs-GmbH, die an der Pommerschen Straße Wohnungen für ihre Mitarbeiter hatte, die Bronzeskulptur einer lebensgroßen Antilope im Preußenpark aufstellen. Geschaffen hatte das Werk der Bildhauer Artur Hoffmann. Die Aufstellung erfolgte allerdings ohne Genehmigung der Stadt Berlin, auf deren Grund die Skulptur aufgestellt wurde. Im Oktober 1926 billigte die Berliner Stadtverordnetenversammlung nachträglich die Aufstellung. 1944 verschwand die Antilope und wurde wahrscheinlich eingeschmolzen. 1955 erfolgte noch zu Lebzeiten des Bildhauers ein Neuguss nach dessen Vorlage. Die Finanzierung übernahm in Tradition der Erstaufstellung die Gemeinnützige Heimstätten-Gesellschaft, die Tochterfirma der BVG für die Verwaltung des Wohnungsbesitzes der BVG.

### Borussia
Der Freistaat Preußen schenkte 1936 der Stadt Berlin die Skulptur Borussia, die 1885 der Bildhauer Reinhold Begas geschaffen hatte. Die Skulptur ist etwa fünf Meter hoch und wurde im Preußenpark auf einem etwa zwei Meter hohen Sockel aufgestellt. Diese zeigt die Personifikation Preußens in Form einer Frauengestalt mit Helm, Panzer, Schwert und wehendem Gewand. 1980 wurde das Original aus Marmor im Lapidarium untergestellt, um es vor Umwelteinflüssen zu schützen. Eine Kopie aus Kunststein wurde am 14. Februar 1981 aufgestellt.

### Vogeltränke mit Ente
Auf der Liegewiese befand sich eine Vogeltränke mit Ente, die der Bildhauer Rudolf Leptien in den 1950er Jahren aus Muschelkalk schuf.

### Faustkämpfer
Im Rahmen der Anlage der breiten Hauptachse Anfang der 1920er Jahre wurde am aufgeweiteten Südende der Hauptachse die Skulptur Faustkämpfer von Eberhard Encke aufgestellt. Um 1934 wurde diese in den Humboldtpark, den heutigen Volkspark Wilmersdorf umgesetzt. Sie soll ebenfalls 1944 eingeschmolzen worden sein.

## „Thaiwiese“

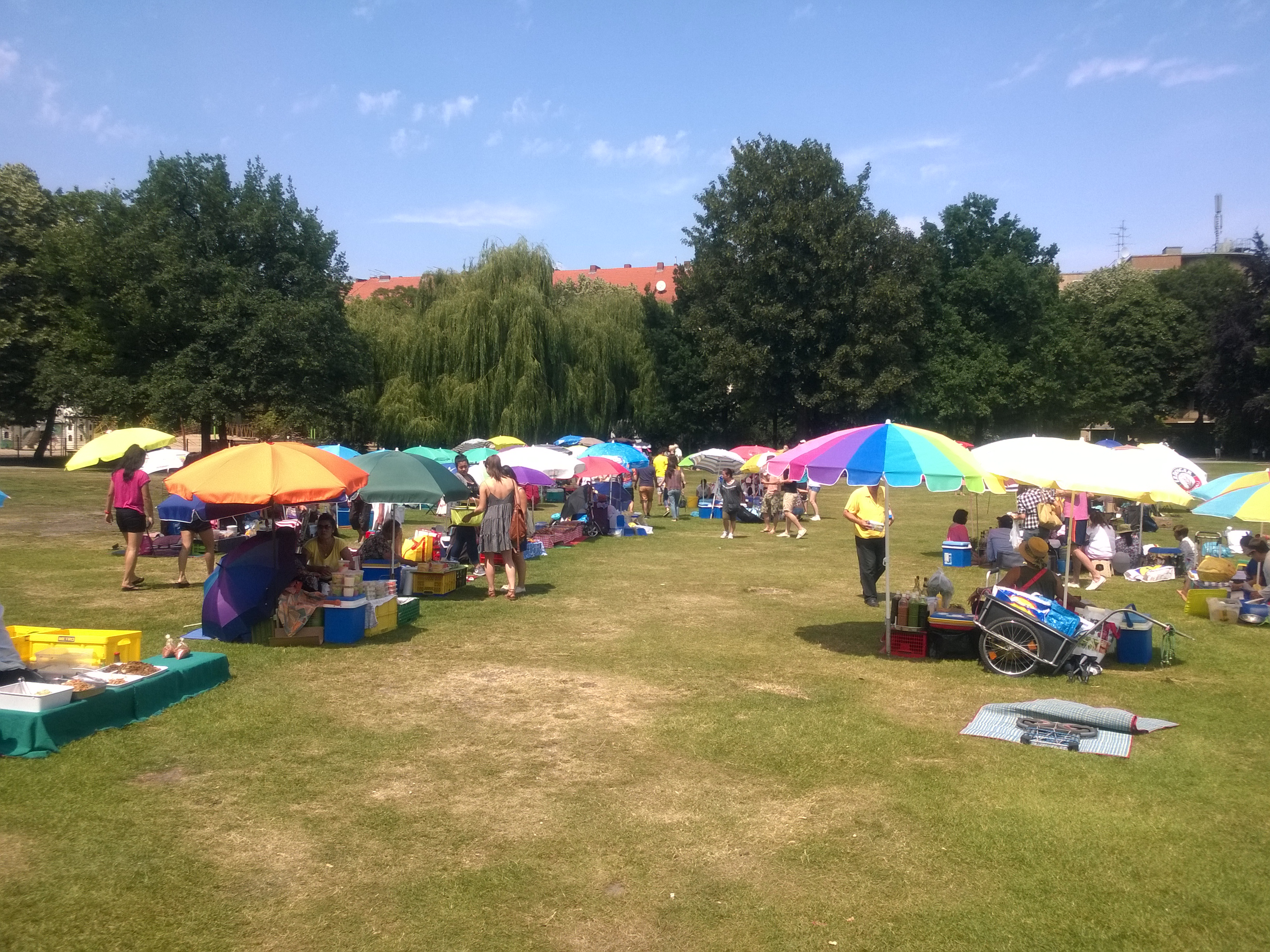
„Thaiwiese“ auf der Liegewiese

Die Liegewiese des Parks entwickelte sich wahrscheinlich ab Mitte der 1990er Jahre zu einem beliebten Treffpunkt für Personen ostasiatischer Herkunft – hauptsächlich Thailänder, aber auch Filipinos, Chinesen, Vietnamesen und Laoten – die sich hier bei schönem Wetter versammeln, um Freunde und Bekannte zu treffen und selbstbereitete Speisen zu verkaufen. Daraus wurde ein Street-Food-Markt, der weit über den Bezirk Charlottenburg-Wilmersdorf hinaus bekannt wurde und mittlerweile in Reiseführern erwähnt wird. Der Markt wurde nie genehmigt, sondern erwuchs anarchisch aus dem Familientreffen thailändischer Berliner. Der Verkauf und die Zubereitung von Speisen sind nicht zulässig, weshalb die offizielle Version ist, dass thailändische Familien Picknick machen und Besucher freundlicherweise etwas angeboten bekommen.
Das Bezirksamt ließ die „Thaiwiese“ immer wieder überprüfen, Verfahren vor dem Amtsgericht wurden aber „fast immer eingestellt“. Am 20. September 2017 verwies Ordnungsstadtrat Arne Herz auf zwei Alternativen: es müsse eine politische Entscheidung darüber getroffen werden, entweder den Streetfood-Markt auf wenige „legalisierte“ feste Verkaufsbuden zu beschränken oder aber das Marktverbot mit ständigen Kontrollen durchzusetzen. Bei einer Razzia drei Tage später sprachen Polizisten gegenüber Journalisten von einer Zweckentfremdung des Parks, Verstößen gegen das Grünflächenschutzgesetz und gegen das Lebensmittelrecht sowie von fehlenden Gewerbescheinen seitens der Händler. 2020 plante die Bezirksverwaltung den Streetfood-Markt zu verkleinern und zu legalisieren.
Seit dem 31. Juli 2021 betreibt der Thailändische Verein Berlin e. V. mit Erlaubnis des Bezirksamts Charlottenburg-Wilmersdorf interimsmäßig einen Streetfood-Markt in dem Park, „bis ein Marktgebäude fertiggestellt sei“. Der Betrieb ist auf Freitag bis Sonntag von 10 bis 20 Uhr beschränkt und endete am 31. Oktober. Im Jahr 2022 wurde der Markt am 2. April 2022 wieder eröffnet und die Eröffnung am 16. April gemeinsam mit dem Songkran-Fest gefeiert.

## Belege
1. ↑  Preußenpark auf der Webseite des Bezirks Charlottenburg-Wilmersdorf
2. ↑  Die neue Schmuckanlage auf dem Remisenberg. In: Wilmersdorfer Blätter, 8. Jg. (1905), Nr. 3, S. 85–89.
3. ↑  Olivaer- und Preußen-Platz in Wilmersdorf-Berlin. In: Die Gartenwelt, 14. Jg., Nr. 36 (3. September 1910), S. 451.
4. ↑  Eintrag 09011418 in der Berliner Landesdenkmalliste
5. ↑  Luftbild von Preußenpark und Fehrbelliner Platz von 1928.
6. 1 2 3  Gartenwesen. Reihe Berlin und seine Bauten, Teil XI. Hrsg.: Architekten- und Ingenieur-Verein zu Berlin. Verlag von Wilhelm Ernst & Sohn, Berlin 1972, ISBN 3-433-00587-7, S. 266.
7. ↑  Udo Christoffel (Hrsg.): Berlin-Wilmersdorf / Die Jahre 1920 bis 1945. Wilhelm Möller, Berlin 1985, ISBN 3-9801001-1-1, S. 370.
8. ↑  Udo Christoffel (Hrsg.): Berlin-Wilmersdorf / Die Jahre 1920 bis 1945. Wilhelm Möller, Berlin 1985, ISBN 3-9801001-1-1, S. 372 f.
9. ↑  Referenzpunkte Berlin / Kontrollpunkte für Navigationsgeräte in Berlin (PDF; 967 kB)
10. ↑  Vorlage zur Aufstellung von Kunstwerken. In: Vorlagen für die Stadtverordnetenversammlung der Stadt Berlin, Ausgabe 1926.
11. ↑  Antilope. Auf der Webseite Bildhauerei in Berlin.
12. ↑  Stefanie Endlich, Bernd Wurlitzer: Skulpturen und Denkmäler in Berlin. Stapp Verlag, Berlin 1990, ISBN 3-87776-034-1, S. 206.
13. ↑  Vogeltränke mit Ente. Auf der Webseite Bildhauerei in Berlin.
14. ↑  Thaifood-Markt in Berlin – Ein Wochenende auf der Anarcho-Wiese. In: Der Tagesspiegel, 12. August 2017
15. ↑  Jan Cao, Céline Dubois: Ein Stück Asien in Berlin. Thaipark in Wilmersdorf. In: Der Tagesspiegel. 15. August 2012, abgerufen am 9. Juni 2014.
16. ↑  Bezirksamt wehrt sich gegen illegalen Handel im Preußenpark. In: Berliner Morgenpost. 26. August 2012, abgerufen am 3. Oktober 2010.
17. ↑  Thaiwiese soll legalisiert werden – oder verschwinden. In: Der Tagesspiegel. 20. September 2017, abgerufen am 3. Oktober 2010.
18. ↑  Polizeieinsatz gegen Thaifood-Händler. In: Der Tagesspiegel. 23. September 2017, abgerufen am 3. Oktober 2010.
19. ↑  Diskussion um Streetfood-Verkauf in Wilmersdorf: Wie sich der Thai-Markt im Preußenpark verändern soll. In: Der Tagesspiegel, 29. Februar 2020.
20. ↑  Im Preußenpark darf ab Sonntag offiziell Thailändisch gekocht werden. In: rbb24.de. rbb24, 30. Juli 2021, abgerufen am 15. April 2022.
21. ↑  Thaipark in Berlin: Die Verschiebung der Eröffnung des Thaiparks auf Samstag den 02.04.22. In: thaiparkberlin.de. Thailändischer Verein in Berlin e. V., 30. März 2022, abgerufen am 15. April 2022.
22. ↑  Die offiziellen Eröffnungsfeier + Songkran Fest am 16. April 2022 von 10 Uhr bis 17 Uhr am Thaipark. In: thaiparkberlin.de. Thailändischer Verein in Berlin e. V., 10. April 2022, abgerufen am 15. April 2022.

Koordinaten: 52° 29′ 33,8″ N, 13° 18′ 47,6″ O